# Оргазм

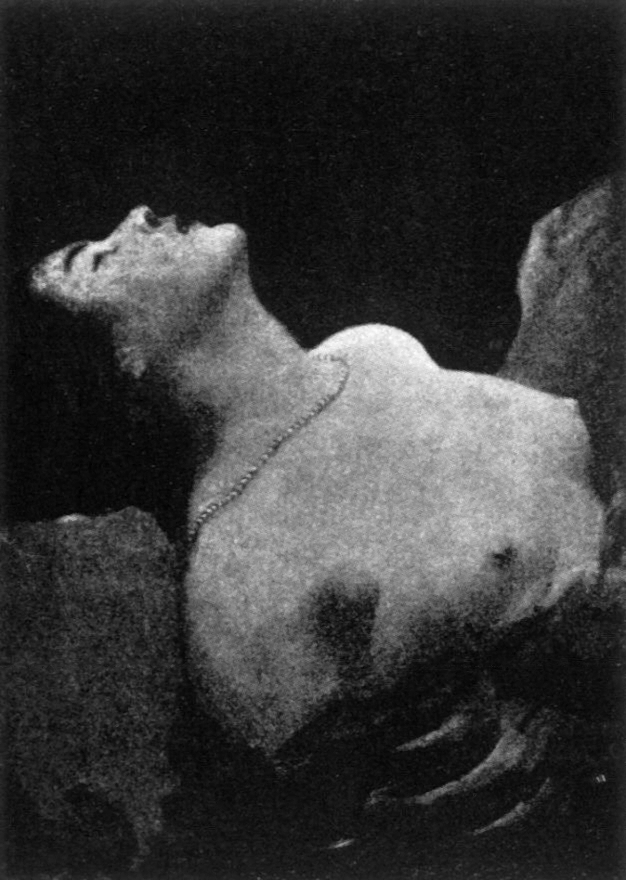
Sinnenrausch. Францишек Жмурко, бл. 1890.

Орга́зм (з грец. οργασμός — «набухання», від ὀργάω — «дозріваю», «набухаю», «маю хіть») — це фізіологічний стан, що виникає під час сексуальної стимуляції, фаза циклу сексуальних реакцій людини, що характеризується відчуттям найбільшого сексуального збудження, насолоди, а також рядом фізіологічних змін організму, що забезпечують це відчуття.
В основі оргазму лежить безумовний рефлекс, який підкріплює сукупність сексуальних реакцій, формуючи цілісний поведінковий акт (сексуальну активність); в цьому (заохоченні до сексуальної активності і, як наслідок, збільшенні імовірності розмноження) — біологічна роль оргазму.
Механізм оргазму складний (особливо у жінок); в ньому беруть участь ряд фізіологічно взаємно підпорядкованих нервових (кіркових, підкіркових і спинномозкових) структур.

## Біологічне й еволюційне значення
У особин жіночої статі оргазм не є обов'язковим для запліднення. При цьому у жінок наявний орган (клітор), єдина досліджена функція якого — забезпечення оргазму.

### Оргазм у тварин
У самок переважної кількості видів тварин (крім деяких ссавців) оргазм відсутній.

## Медичний субстрат

### Фізіологічні ознаки оргазму
Режим роботи серця під час оргазму порівнюється з екстремальним фізичним навантаженням. Під час оргазму:
- дихання частішає,
- частота серцевих скорочень збільшується до 180 ударів на хвилину і більше;
- значно підвищується артеріальний тиск.
- почервоніння шкіри грудей та обличчя,
- скорочення м'язів геніталій, інколи ніг.

### Процеси в мозку
Дослідження лабораторії Баррі Комісарука з Ратгерського університету доводять, що при оргазмі чоловіки і жінки мають подібну нейронну активність головного мозку. Відключається область мозку, розташована навпроти лівого ока: бічна орбітофронтальна кора, відповідальна за контроль над поведінкою. Також відзначається активність прилеглого ядра — відділу мозку, що відповідає за задоволення. Під час експериментів над щурами виявилося, що досліджувані надавали перевагу електричній стимуляції цієї ділянки мозку перед їжею настільки, що помирали від голоду. Ця область мозку, окрім сексу, стимулюється дією таких речовин, як кокаїн, амфетамін, кофеїн, нікотин та теобромін.

### Гормони
Під час оргазму виділяються дофамін, окситоцин, вазопресин та ендорфіни. Завдяки останнім відчуття оргазму є приємним, а будь-який біль притуплюється.

### Рефрактерний період
Отримати один оргазм одразу після наступного неможливо. Час, необхідний на відновлення здатності геніталій реагувати на стимуляцію, називається періодом рефракції. У чоловіків він значно довший, ніж у жінок.

## Класифікація
- Генітальний (звичайний, локальний) оргазм — сценарій за умовчанням (якщо людина досягає оргазму, то швидше за все це генітальний оргазм). Анатомічно є наслідком скорочень м'язів у тазовій області з певною частотою. Легко підтверджується мастурбацією. У чоловіків зазвичай супроводжується еякуляцією. Назву отримав від властивості виявлятися локально, звичайно в області геніталій, охоплюючи дуже малу частку організму. Також нетривалий.
- Позагенітальний.

## Оргазм у жінок

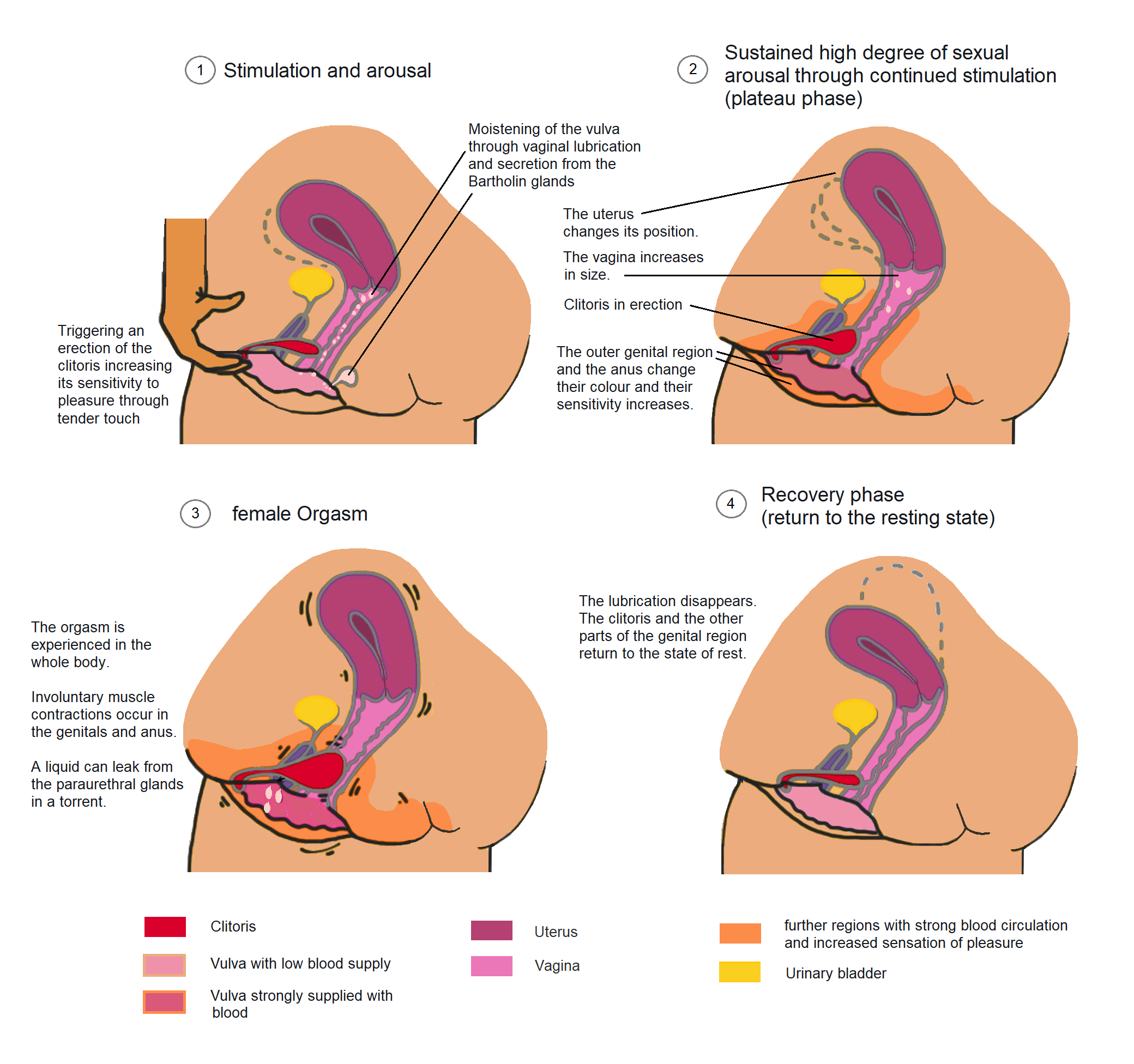
Фази жіночого оргазму в контексті циклу сексуальних реакцій

Фізіологічним початком оргазму у жінок служать ритмічні скорочення м'язів вагіни, сусідніх до неї тканин і анального отвору. Інтервали між скороченнями становлять 0,8 секунди, а кількість коливається від 3 до 20.

### Мозок та іннервація
Після оргазму (за даними МРТ-дослідження) мозок жінок залишається активованим. Жіночі геніталії мають три або чотири шляхи передачі сенсорних відчуттів у мозок (пеніс має тільки один). Відчуття з вагіни передаються до головного мозку за допомогою блукаючих нервів, сигнали від клітора — через висхідні шляхи спинного мозку. Під час подальших досліджень доктора Космірчука доведено, що відчуття з різних ділянок жіночих геніталій: клітора, вагіни і шийки матки, а також від сосків, — надходять в одну область головного мозку, хоч і в різні ділянки.

### Переживання
Багато жінок при настанні оргазму відчувають раптове заціпеніння, а потім — почуття сильного поштовху в області клітора або в глибині вагіни і відчуття випромінювання тепла, що поширюється по всьому тілу. Виникає відчуття, ніби щось видавлюється з організму. Почуття розливання тепла змінюється мимовільними ритмічними скороченнями в області вагіни, малого тазу, клітора, вульви. Ці відчуття супроводжуються почуттями надзвичайного задоволення.
У частини жінок оргазм є короткочасним, лише трохи тривалішим, ніж у чоловіків. Можливий і затяжний оргазм, який безперервно триває 30-60 секунд і довше. Оргазм може мати хвилеподібний характер, то посилюючись, то слабнучи, навіть протягом години і більше[джерело?].

### Еякуляція
Жіноча еякуляція або сквірт — викид деякої частини рідини з уретри.

### Рефракція
Відмінністю жіночого оргазму від чоловічого є значно коротший рефрактерний період. Деякі жінки здатні переживати оргазм через 1-2 хвилини після попереднього, при цьому кілька оргазмів можуть слідувати один за одним.

### «Види» оргазму

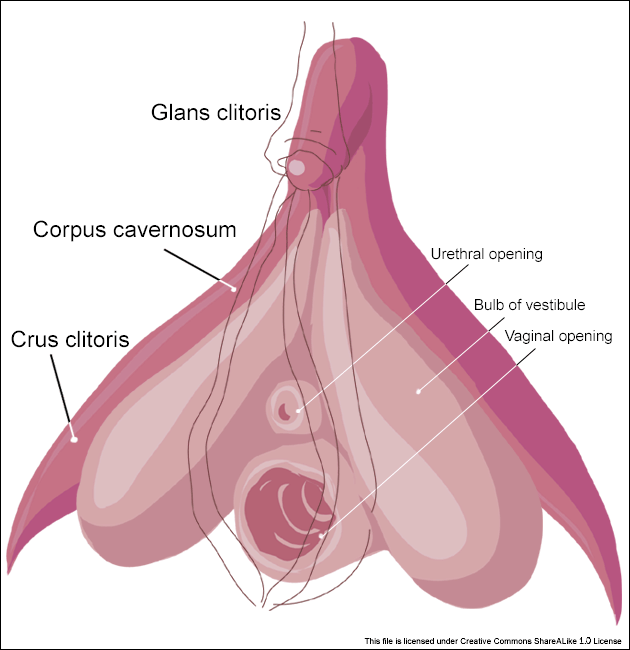
Клітор — орган, відповідальний за оргазм у жінок.

Традиція поділяти жіночий оргазм на «види» та відділяти їх від клітора має давню історію і спричинена довготривалою недослідженістю клітора та його функції сексологами. При цьому здатність жінок досягати оргазму без проникнення будь-яких предметів до вагіни викликала до життя помилкові уявлення про різні види оргазму. Провідні сексологи (Альфред Кінсі, Вільям Мастерс, Вірджинія Джонсон, З. Шнабль) довіли відсутність різних видів оргазмів. Серед таких уявлень:
- «Кліторальний» оргазм — оргазм, котрий досягається внаслідок стимуляції голівки клітора. Сучасною наукою доведено, що весь жіночий оргазм вважається так чи інакше пов'язаним з клітором. Більшість жінок легше досягають оргазму при прямій мануальній або оральній (кунілінгус) стимуляції голівки клітора. Для частини жінок це єдина можливість досягнення оргазму. Тому така стимуляція рекомендується поряд з вагінальним статевим актом або як самостійний вид сексуальної активності, наприклад, при мастурбації. Стимуляція клітора необхідна, як мінімум, в якості прелюдії перед вагінальним проникненням, оскільки без збудження вагіна не буде достатньо зволожена, що може спричинити до її поранень, болю, дискомфорту, подразнення, а також підвищити небезпеку передачі захворювань, що передаються статевим шляхом.

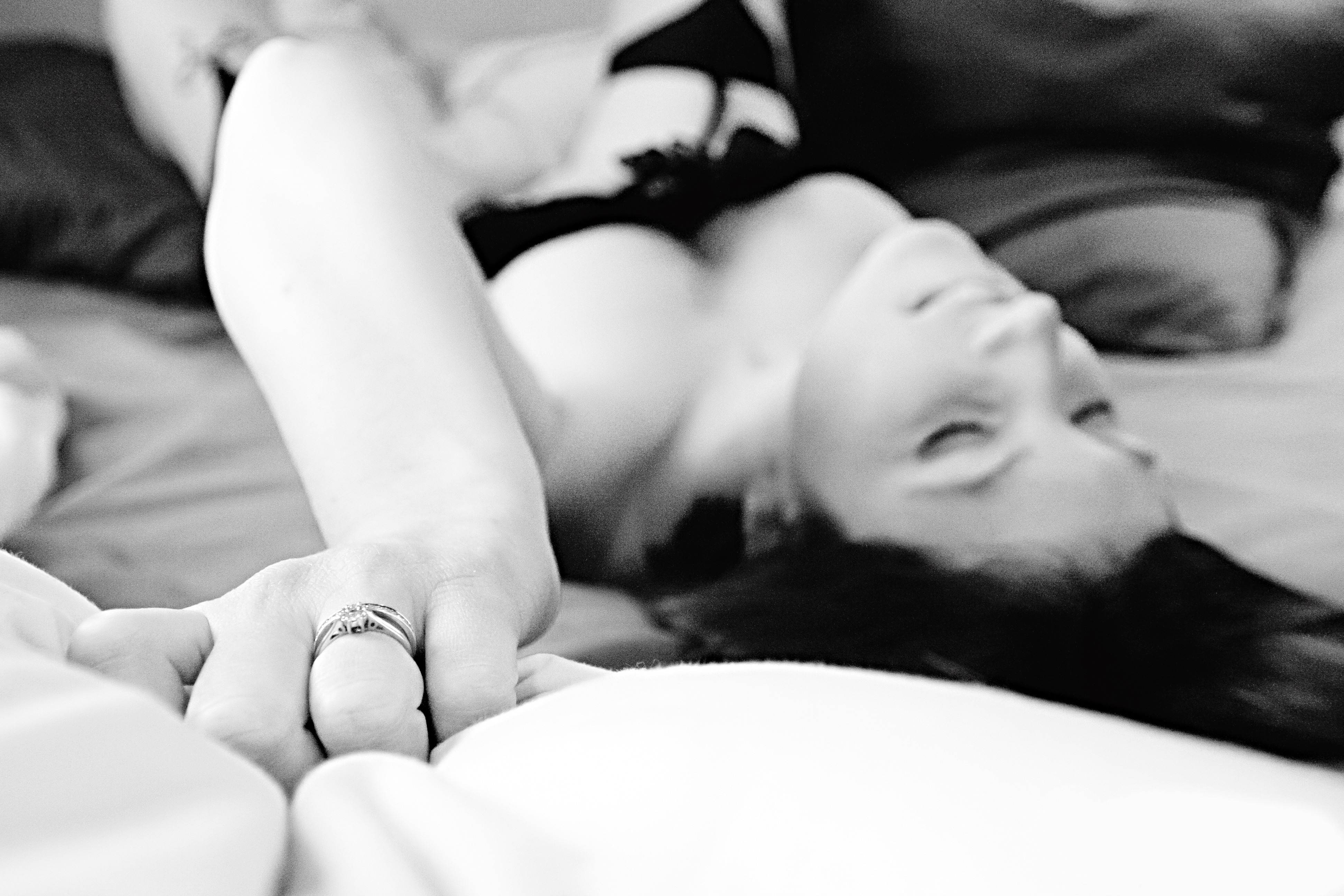
Мастурбація — метод дослідження сексуальності та досягнення оргазму

- "Вагінальний" оргазм — котрий досягається при стимуляції вагіни. Так, у роботах Фрейда оргазм поділявся на кліторальний і вагінальний, а нездатність до другого вважалася проявом «фригідності». Згодом у ряді робіт наявність вагінального оргазму і ерогенних зон в області вагіни заперечувалася. Необхідність стимуляції клітора для досягнення жінкою оргазму підкреслюється світовою сексологією з часу відкриття будови цього більшою мірою прихованого в глибині жіночого організму органу. Наразі стінки вагіни не вважаються ерогенною зоною, оргазм при їх стимуляції спричиняють сусідні до вагіни ерогенні зони — кліторальні. Коли жінка збуджена, ніжки клітора, що охоплюють вагіну, наповнюються кров'ю і збільшуються в об'ємі (ерекція клітора). Внаслідок цього тіло клітора стає доступним для стимуляції при вагінальному сексі опосередковано — предметом, що проникає у вагіну (фалос, фалоімітатор, пальці тощо), в той час як натягування шкіри вульви (малих статевих губ, каптура клітора) при фрикціях стимулює голівку клітора. Така подвійна кліторальна стимуляція уможливлює оргазм при вагінальному сексі і пояснює той факт, що багато жінок вважають вагіну ерогенною зоною.

- «Матковий» оргазм — при стимуляції шийки матки. Для більшості жінок глибоке вагінальне проникнення є болючим або неприємним. Частина вчених заперечує існування маткового оргазму.

### Розлади

#### Аноргазмія
Відсутність оргазму (аноргазмія) частіше зустрічається у жінок. Застарілий термін «фригідність» у сучасній зарубіжній літературі більше не вживається, оскільки мав негативне забарвлення, а також позначав відсутність оргазму у жінок як «норму». Більшість сучасних вчених вважають аноргазмію у жінок (в тому числі у молодих та з малим досвідом сексуальних відносин) відхиленням від норми.
Можливі прояви аноргазмії:
- при мастурбації (приблизно в 5 % жінок),
- при вагінальному сексі (багато авторів уважають це нормою і рекомендують для досягнення оргазму оральну і мануальну стимуляцію),
- при будь-яких формах сексу з партнером (партнеркою), коли оргазм досягається тільки при мастурбації поодинці.

Причини аноргазмії:
- пуританське виховання, недостатня чи дезінформуюча сексуальна освіта, соромлення жіночої сексуальності,
- негативні сексуальні переживання в дитинстві і юності (зокрема, зґвалтування (секс без згоди), домагання чи неприємний досвід поза сексуальним насильством),
- антипатія стосовно сексуального партнера (партнерки), підлеглість та безправність жінки у стосунках.
- недостатня стимуляція клітора та недооцінка жіночих ерогенних зон (виключно вагінальна стимуляція),
- недостатня прелюдія (дефіцит збудження).

Дослідження в різних країнах показали: з поширенням вільнішого ставлення до сексу і рівноправності жінок та чоловіків число випадків аноргазмії у жінок зменшується. Рекомендується без зайвого сорому досліджувати різноманітні, крім класичного проникнення, форми сексуальної активності: кунілінгус, мануальну стимуляцію, секс-іграшки (вібратори, ділдо, вагінальні кульки), петинг, жіночу домінацію, секс між жінками (зокрема, трибадизм) тощо.

#### Диспареунія
Диспареунія (болісний статевий акт) — це біль чи явний дискомфорт при вагінальному проникненні.

#### Жіноче обрізання
Культурна практика калічення жіночих геніталій унеможливлює чи суттєво ускладнює, притуплює отримання оргазмів жінками (як через видалення анатомічного субстрату оргазму, наприклад, голівки клітора, так і через хвороби жіночої репродуктивної системи, ПТСР, депресію та тривожні розлади внаслідок процедури).

### Культурний тиск

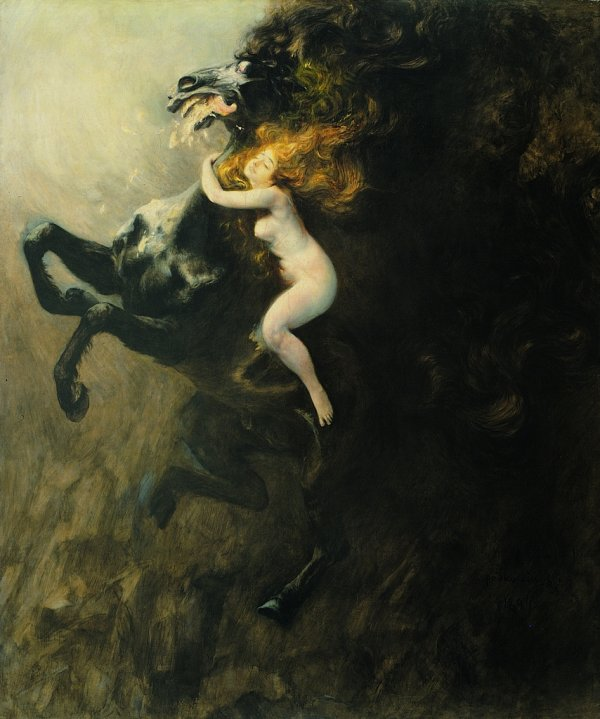
Екстаз. Владислав Подковінський, 1894.

Суспільні ставлення до оргазму є прикладом подвійних стандартів та сексизму. Чоловічий оргазм схвалюється більшістю культур як такий, що веде до запліднення, в той час як жіночий у певні часи та у певних культурах засуджувався, заперечувався чи не схвалювався, вважаючись ознакою розпусти та зіпсованості. Жіночий оргазм та анатомія геніталій довгий час не досліджувалися, наслідком чого став дефіцит знань про роль клітора в оргазмі.
Заборона для жінок на отримання сексуальної насолоди загалом (та на оргазм як зокрема) характерна для ряду релігій (наприклад, у християнстві секс вважається «гріхом», частково нейтралізувати який покликаний інститут шлюбу); для ряду історичних періодів, таких як західне середньовіччя, вікторіанська епоха. Придушення жіночої сексуальності під час останньої разом з іншими соціокультурними факторами спричинило поширення істерії серед жінок, котру пов'язували з маткою через лікувальний ефект від стимуляції геніталій жінки[джерело?].
У місцевостях, де практикується калічення жіночих геніталій, переживання жінкою оргазму понині таврується як «брудне», «притаманне чоловіку». Основним з аргументів відсікання голівки клітора, зашивання вагінального отвору та інших форм «жіночого обрізання» виступає «підтримання скромності та чистоти».
Поширення порнографії, із властивим їй сценарним зображенням жіночого оргазму, за недостатності чи відсутності сексуальної освіти, призводить до формування викривлених уявлень про жіночий оргазм як у чоловіків, так і у жінок (зокрема, про зусилля та час, потрібні для його досягнення, конкретні прояви оргастичної реакції, їх інтенсивність та тривалість).
У поп-пласті сучасної культури (такій, як жіночі та чоловічі журнали) розрісся цілий жанр «технік» того, «як досягти оргазму», що транслюють різноманітні міфи про жіночий оргазм, тоді як базовим знанням про сексуальні практики з жінками та умови досягнення жіночого оргазму уваги майже не надається.

## Оргазм у чоловіків
Див. Передчасна еякуляція
У чоловіків оргазм супроводжується ритмічними м'язовими скороченнями, які зазвичай тривають кілька секунд.
Оргазм майже завжди супроводжується еякуляцією — викидом сперми і секрету передміхурової залози з уретри.

### Види
Оргазм чоловіків розрізняється за ерогенними зонами, котрі стимулюються:
- Оргазм при стимуляції пеніса — класичний генітальний оргазм, що досягається при мастурбації, статевому акті, анальному сексі (для активного партнера) та формах позавагінального проникнення (між грудьми, стегнами, пеніс-пахва). У більшості чоловіків найчутливіша голівка пеніса.
- Оргазм при стимуляції простати досягається приймаючим партнером при анальному сексі: під час анального проникнення пенісом, страпоном, ділдо чи іншими секс-іграшками.
- Оргазм при стимуляції анальних сфінктерів[джерело?], наприклад, пальцями (анальний фінгеринг), рукою (анальний фістинг), язиком, анальними кульками.
- Сухий оргазм (ретроградна еякуляція) — вважають нормою, коли чоловік досягає відчуття оргазму без еякуляції. Проте, коли це часте явище, то вважається симптомом чоловічого безпліддя.[3]

### Переживання
Оргазми у чоловіків звичайно пікоподібні, короткочасні. Відчуття швидко наростає і швидко спадає.

### Рефракція
МРТ-дослідження мозку показало, що відразу після оргазму певні ділянки мозку у чоловіків перестають відповідати на подальшу сенсорну стимуляцію геніталій. Зазвичай повторного оргазму можна досягти тільки після паузи в 10-30 хвилин.

## Розлади оргазму
- Аноргазмія — відсутність оргазму. Частіше зустрічається у жінок.
- Передчасна еякуляція,
- Диспареунія — болісний статевий акт (переважно біль при вагінальному сексі у жінок);
- Обрізання чоловіків та оргазм;
- Жіноче обрізання та аноргазмія.

## Керування оргазмом
Керування оргазмом — це сексуальна практика з контролю над настанням оргазму, над його тривалістю і глибиною в особи, пари, проникаючого або приймаючого партнера (партнерки). Див. передчасна еякуляція, тантризм.